# Großer Preis von Belgrad 1939

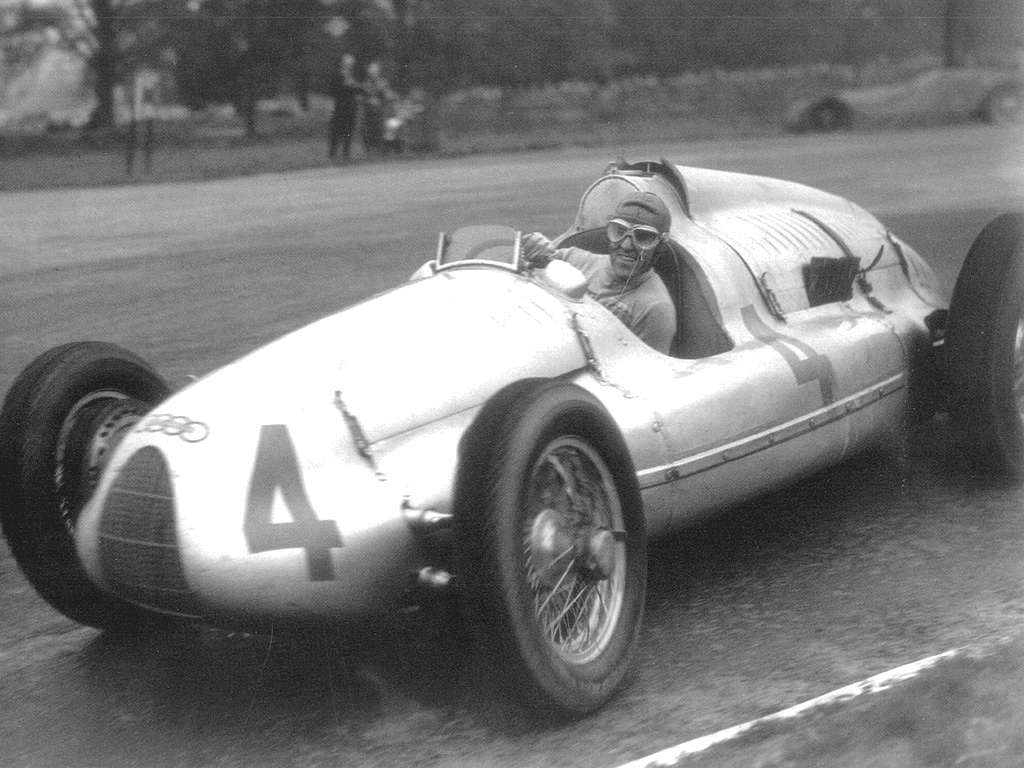
Rennsieger Tazio Nuvolari

Der Große Preis von Belgrad, in unterschiedlichen Quellen auch als Großer Preis von Jugoslawien bezeichnet, war das letzte Grand-Prix-Rennen der 1930er-Jahre.

## Rennen
Der einzige Große Preis von Belgrad fand am 3. September 1939 und damit zwei Tage nach Beginn des Zweiten Weltkriegs statt. Am selben Tag erklärten die Regierungen von Frankreich und Großbritannien dem Deutschen Reich den Krieg. Nach den Trainingsläufen am 1. September, als die Nachricht Belgrad erreichte, dass der Krieg ausgebrochen war, wollten die meisten Teams abreisen. Dem Veranstalter gelang es aber einige zum Bleiben zu bewegen, sodass zwei Tage später ein Rennen stattfinden konnte. Fünf Fahrzeuge waren am Start, davon kamen vier Wagen ins Ziel und nur drei wurden gewertet.
Die 2,790 km lange Strecke führte durch den Kalemegdan Park mitten in Belgrad. Im Training war der Deutsche Manfred von Brauchitsch die schnellste Zeit gefahren, der am Renntag auch von der Pole-Position aus ins Rennen ging und als Zweiter das Ziel erreichte. Der Sieg ging an Tazio Nuvolari, der damit der letzte Sieger einer internationalen europäischen Motorsportveranstaltung bis 1946 war.

## Galerie

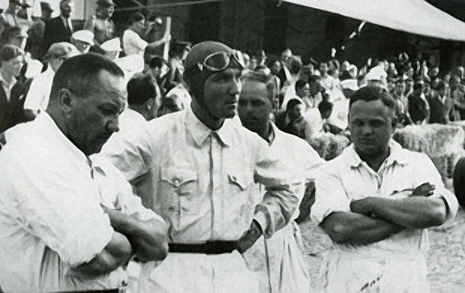
Manfred von Brauchitsch vor dem Rennstart
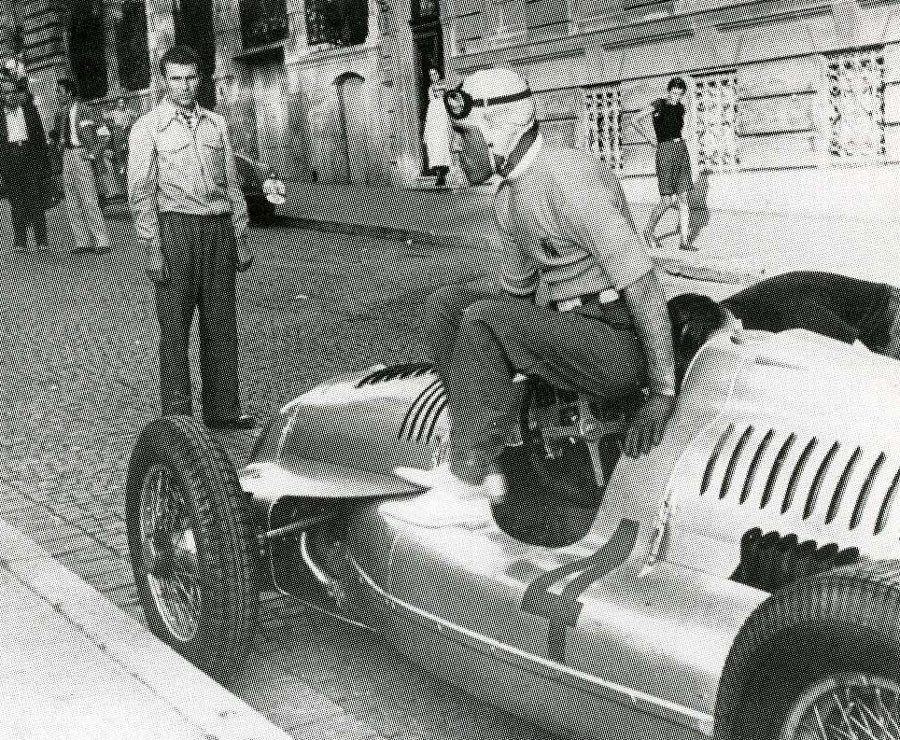
Tazio Nuvolari steigt aus seinem Auto Union D
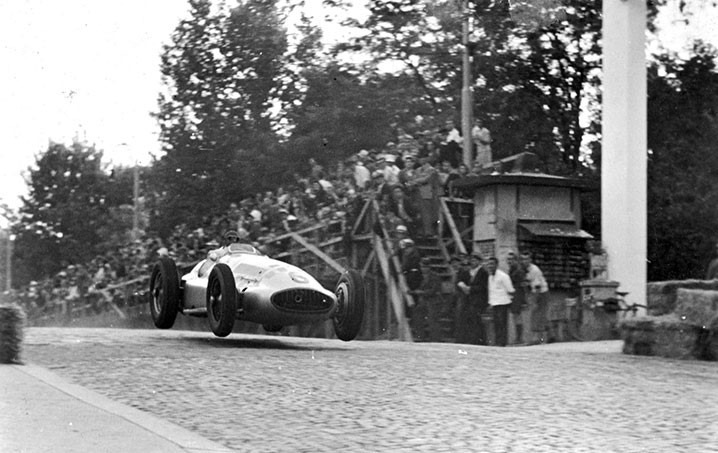
Manfred von Brauchitsch bei einer Flugeinlage
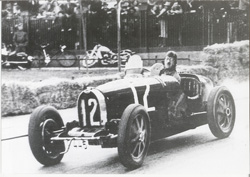
Lokalmatador Boško Milenković im Bugatti T51
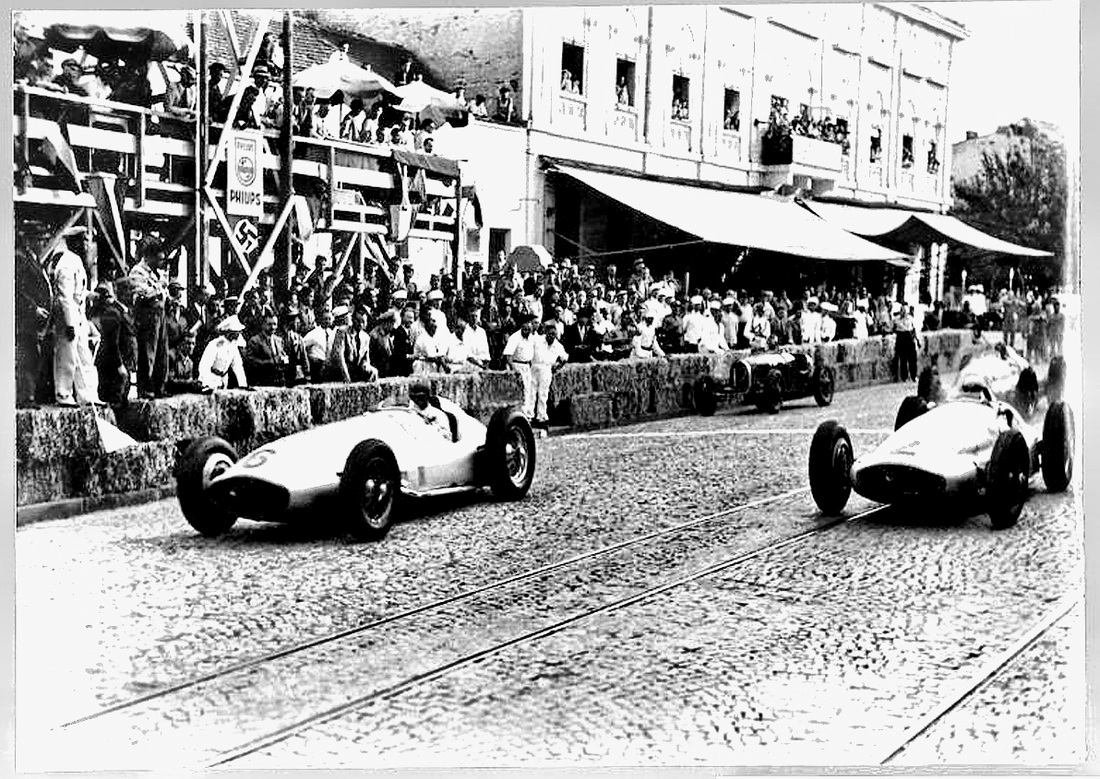
Rennstart
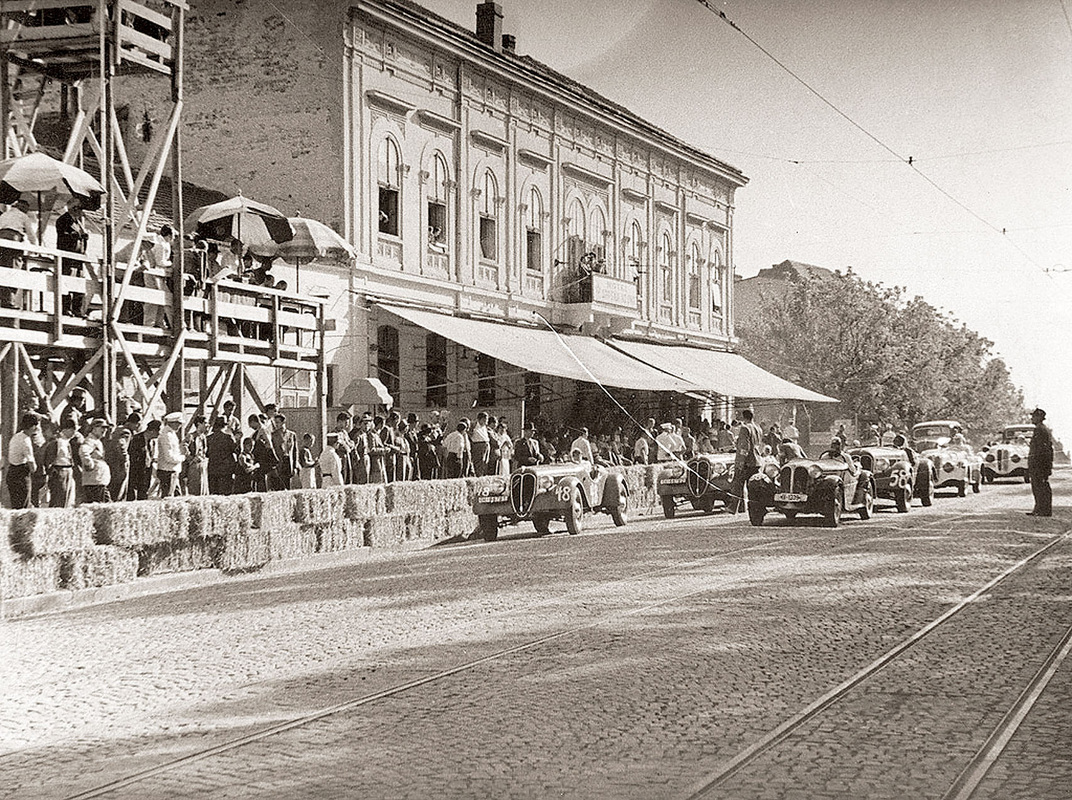
Start zum Rahmenrennen der Sportwagen
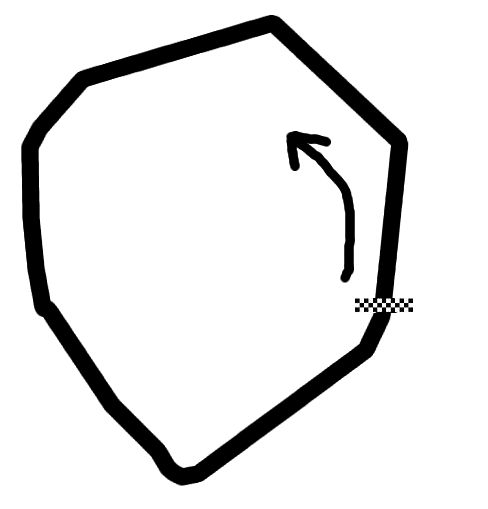
Kalamegdan Park Circuit

## Ergebnisse

### Meldeliste
| Team                      | Nr. | Fahrer                  | Chassis             | Motor                                   | Reifen |
| ------------------------- | --- | ----------------------- | ------------------- | --------------------------------------- | ------ |
| Daimler-Benz AG           | 02  | Hermann Lang            | Mercedes-Benz W 154 | Mercedes-Benz M 163 3.0L V12 Kompressor | C      |
| Daimler-Benz AG           | 06  | Manfred von Brauchitsch | Mercedes-Benz W 154 | Mercedes-Benz M 163 3.0L V12 Kompressor | C      |
| Daimler-Benz AG           | 10  | Walter Bäumer           | Mercedes-Benz W 154 | Mercedes-Benz M 163 3.0L V12 Kompressor | C      |
| Auto Union AG             | 04  | Tazio Nuvolari          | Auto Union D        | Auto Union 3.0L V12 Kompressor          | C      |
| Auto Union AG             | 04  | Ulrich Bigalke          | Auto Union D        | Auto Union 3.0L V12 Kompressor          | C      |
| Auto Union AG             | 08  | Hermann Paul Müller     | Auto Union D        | Auto Union 3.0L V12 Kompressor          | C      |
| Auto Union AG             | 08  | Hans Stuck              | Auto Union D        | Auto Union 3.0L V12 Kompressor          | C      |
| Boško Milenković          | 12  | Boško Milenković        | Bugatti T51         | Bugatti 2.3L I8 Kompressor              |        |
| Alfa Corse                | 14  | Raymond Sommer          | Alfa Romeo Tipo 308 | Alfa Romeo 3.0L I8 Kompressort          | P      |
| Alfa Corse                | 16  |                         | Alfa Romeo Tipo 308 | Alfa Romeo 3.0L I8 Kompressort          | P      |
| Officine Alfieri Maserati | 18  | Luigi Villoresi         | Maserati 8CTF       | Alfa Romeo 3.0L I8 Kompressort          | P      |
| Officine Alfieri Maserati | 20  | Paul Pietsch            | Maserati 8CTF       | Alfa Romeo 3.0L I8 Kompressort          | P      |

### Qualifying
| Pos. | Fahrer                  | Konstrukteur  | Qualifikationstraining | Qualifikationstraining | Start |
| Pos. | Fahrer                  | Konstrukteur  | Zeit                   | Ø-Geschwindigkeit      | Start |
| ---- | ----------------------- | ------------- | ---------------------- | ---------------------- | ----- |
| 01   | Manfred von Brauchitsch | Mercedes-Benz | 1:14,200               | 135,136 km/h           | 01    |
| 02   | Hermann Lang            | Mercedes-Benz | 1:15,000               | 133,920 km/h           | 02    |
| 03   | Hermann Paul Müller     | Auto Union    | 1:57,300               | 133,560 km/h           | 03    |
| 04   | Boško Milenković        | Bugatti       | 1:16,000               | 132,160 km/h           | 04    |
| 05   | Tazio Nuvolari          | Auto Union    | 1:16,300               | 131,640 km/h           | 05    |

### Rennergebnis
| Pos. | Fahrer                     | Konstrukteur  | Runden | Stopps | Zeit        | Start | Schnellste Runde | Ausfallgrund      |
| ---- | -------------------------- | ------------- | ------ | ------ | ----------- | ----- | ---------------- | ----------------- |
| 01   | Tazio Nuvolari             | Auto Union    | 50     | 1      | 1:04:03,800 | 5     | 1:14,000         |                   |
| 02   | Manfred von Brauchitsch    | Mercedes-Benz | 50     | 1      | + 7,600     | 1     | 1:14,000         |                   |
| 03   | Hermann Paul Müller        | Auto Union    | 50     | 1      | + 31,600    | 3     | 1:14,000         |                   |
| 04   | Boško Milenković           | Bugatti       | 31     |        | + 19 Runden | 4     |                  |                   |
| —    | Hermann Lang Walter Bäumer | Mercedes-Benz | 17     |        | DNF         | 2     |                  | Unfall von Bäumer |